# Tetracanthella stebevae
Tetracanthella stebevae är en urinsektsart som beskrevs av Louis Deharveng 1987. Tetracanthella stebevae ingår i släktet Tetracanthella och familjen Isotomidae. Inga underarter finns listade i Catalogue of Life.